# Web to print

Le web to print (ou web2print) est un terme générique désignant l'ensemble des applications web permettant de créer un lien entre les imprimeurs et les acheteurs de documents imprimés (lien commercial, collaboratif, interactif, etc.).
Les solutions web to print se destinent essentiellement à fluidifier et optimiser la communication entre l'imprimeur et ses clients.

## Applications
Les applications web to print peuvent prendre plusieurs aspects :
- Site internet de « commerce en ligne » permettant au client (B2C - TPE et artisans) de commander, voire de personnaliser, directement en ligne ses documents imprimés ;
- Site de type « extranet » sécurisé pour la gestion collaborative des documents et leur impression dans le cadre d'une relation B2B (approvisionnement en ligne par exemple).

## Usages
Les usages sont déjà nombreux et paraissent illimités :
- Personnalisation des imprimés en ligne (e-printing);
- Demande de devis ;
- Chiffrage et commande d'imprimés en ligne (On-Demand) ;
- Travail éditorial collaboratif sur un même document visant à être imprimé ;
- Uniformisation simplifiée des documents d'entreprise chartés graphiquement (cartes de visite, têtes de lettres, brochures)...

## Services liés
Le développement des applications web to print est intimement lié à l'essor de l'impression numérique, ce qui permet au web to print de démultiplier les services possibles :
- Impression à la demande : les applications web to print permettent de deviser en ligne ses impressions et de passer commande directement, même pour de petites quantités,
- Impression à données variables : grâce aux solutions web to print, il est facile d'exploiter ses données et de personnaliser ses imprimés en données variables,
- Cross-média : le web to print est une des composantes du cross-média auquel il s'intègre parfaitement.

## Avantages
En termes de B2C, le web to print permet aux clients finaux de simplifier leur acte d'achat : chiffrage et commande en ligne, imprimés livrés directement chez eux.

En B2B, les applications web to print offrent un confort pour les entreprises souhaitant rationaliser leurs impressions :
- Maîtrise de la communication imprimée,
- Gain de temps sur la création des documents grâce au travail collaboratif et à la gestion des workflows,
- Simplification du passage de commandes,
- Vue globale et historisation des impressions,
- Économies d'échelle : impressions au plus juste, pas de stock...